# Мудрая кровь (фильм)
«Мудрая кровь» (англ. Wise Blood, другие названия англ. John Huston's Wise Blood, нем. Der Ketzer, нем. Die Weisheit des Blutes) — германо-американская комедия режиссёра Джона Хьюстона по одноимённому роману Фланнери О’Коннор (1952). Премьера фильма состоялась в октябре 1979 года в рамках Международного кинофестиваля в Чикаго.
Слоган фильма: «Американский шедевр!» (англ. An American Masterpiece!). Имя режиссёра Джона Хьюстона во всех титрах написано с ошибкой: Jhon Huston. Позднее продюсер картины Майкл Фицджеральд объяснил это желанием придать титрам оттенок детства. Для этого они попросили ребёнка написать титры, и тот сделал ошибку в имени режиссёра. Однако всем понравилось и решили так и оставить.

## Сюжет
Американский ветеран войны во Вьетнаме Хейзл Моутс, не имея целей в жизни, основывает новую «Церковь веры» без распятого Христа и проповедует миру, что Библия лжёт. Однажды он знакомится с другим ветераном, который предлагает Моутсу ослепнуть, потому что это — единственный способ по-настоящему «прозреть».

## В ролях
- Брэд Дуриф — Хейзл Моутс
- Джон Хьюстон — дедушка
- Дэн Шор — Енох Эмори
- Гарри Дин Стэнтон — Аса Хоукс
- Эми Райт — Саббат Лили
- Мари Нелл Сантакроче — домовладелица
- Нед Битти — Гувер Шоутс
- Уильям Хикки — проповедник
- Дэн Олбрайт — полицейский
- Аллан Э. Эпоун — Гонга-Горилла (нет в титрах)
- Дон Чамберс — уличный зевака (нет в титрах)
- Уильям Финли — мужчина (нет в титрах)

## Съёмочная группа
- Режиссёр-постановщик: Джон Хьюстон
- Сценаристы: Бенедикт Фицджеральд, Майкл Фицджеральд
- Продюсеры: Кэти Фицджеральд, Майкл Фицджеральд
- Композитор: Алекс Норт
- Оператор: Джерри Фишер
- Монтажёр: Роберто Сильви
- Художник-постановщик: Салли Фицджеральд
- Художник по костюмам: Салли Фицджеральд
- Гримёр: Аллан Э. Эпоун
- Звукорежиссёр: Колин Чарльз

## Номинации
- 1979 — Международный кинофестиваль в Чикаго:
  - номинация на «Золотой Хьюго» в категории «Лучший фильм» — Джон Хьюстон[3]
- 1979 — Кинофестиваль в Сан-Себастьяне:[4]
  - номинация на лучший фильм
  - номинация на лучшую мужскую роль — Брэд Дуриф
- 1980 — премия Сообщества кинокритиков Нью-Йорка:[5]
  - номинация на лучший фильм— Джон Хьюстон
  - номинация на лучшую женскую роль второго плана — Мари Нелл Сантакроче

### Рецензии
- Review by Vincent Canby
- Review by Slarek
- Review by Joost Hoedemaeckers
- Wise Blood: A Matter of Life and Death
- Review by Jamie S. Rich
- Wise Blood — Classic Movie Review 4121
- Reading group: John Huston’s Wise Blood is an unlikely cinematic feat
- Any film that features both Harry Dean Stanton and Ned Beatty as scam artists and its tale about religious hypocrisy borders on madness, is one not to be missed
- Review by Frank Rich
- Review by Jonathan Rosenbaum